# Cephalocyclus stebnickae
Cephalocyclus stebnickae – gatunek chrząszcza z rodziny poświętnikowatych (Scarabaeidae) i podrodziny plugowatych (Aphodiinae). Występuje na południu Meksyku.
Gatunek ten został opisany w 2000 roku w oparciu o dwa muzealne okazy samców odłowione w czerwcu 1989 roku. Miejsce typowe położone jest na północ od miasta Teopisca w stanie Chiapas, w lesie sosnowo-dębowym. Autorom pierwszego opisu nie udało się odnaleźć i opisać samicy tego gatunku. Epitet gatunkowy upamiętnia Zdzisławę Stebnicką – polską entomolog z Instytutu Systematyki i Ewolucji Zwierząt Polskiej Akademii Nauk w Krakowie, która wniosła znaczący wkład w badania nad chrząszczami z podrodziny Aphodiinae.